# Дайибекова, Зайнаб Казбековна
Зайнаб Казбековна Дайибекова (узб. Zaynab Kazbekovna Dayibekova; 19 ноября 2002 года, Каракалпакстан) — узбекистанская фехтовальщица-саблистка, чемпионка Азиатских игр 2022 года в командном первенстве. Участница летних Олимпийских игр 2020 года.

## Карьера
В 2018 году на Чемпионате Азии по фехтованию среди юниоров в ОАЭ завоевала бронзовую медаль.
В 2019 году на кубке Мира среди юниорок саблисток в Ташкенте (Узбекистан) завоевала золотую медаль, победив в финале Нисонур Эрбил (Турция) со счётом 15:12.
В 2021 году на лицензионном турнире Азии-Океании по фехтованию Зайнаб Дайибекова смогла завоевать лицензию на Летние Олимпийские игры в Токио (Япония). В борьбе за лицензию в финале она одолела Айгерим Сарибай (Казахстан) со счётом 15:6. 30 июня 2021 года в честь праздника «День молодёжи» президент Узбекистана Шавкат Мирзиёев наградил Зайнаб медалью «Шухрат». В этом же году на Чемпионате мира по фехтованию среди юниоров в Каире (Египет) стала лишь седьмой.
На XXXII Летних Олимпийских играх Зайнаб начала выступление с победы над японкой Тика Аоки со счётом 15:9. Во втором этапе она одержала победу над серебряным призёром Азии китаянкой Шао Яци со счётом 15:10. В 1/8 финала снова одержала победу над кореянкой Юн Джи Су со счётом 15:12. В четвертьфинале она встретилась с призёром чемпионатов мира и Европы венгеркой Анна Мартон, но проиграла со счётом 11:15.
В 2021 году президент Узбекистана Шавкат Мирзиёев наградил Зайнаб медалью «Жасорат» за выдающийся вклад в развитие олимпийского движения.